# Орден «Звезда Огузхана»
Орден «Звезда Огузхана» — государственная награда Туркмении.

## История
Орден был учреждён на основании Закона Туркмении от 8 февраля 2014 года.
Орден посвящён легендарному герою-прародителю огузских племен Огуз-хану.

## Статут
Орденом награждаются военнослужащие старшего и высшего офицерского состава Вооружённых сил, других войск и военных органов Туркмении и другие военнослужащие.
Критериями для награждения служат:
- за особо значимые заслуги в обеспечении военной безопасности, укреплении обороноспособности государства;
- за особые заслуги в примерном руководстве воинскими частями, которое обеспечило образцовое выполнение воинских обязанностей военнослужащими воинских частей, находящихся в их подчинении, безупречное исполнение ими обязанностей военной службы и достижение высоких показателей боевой готовности, и за высокие личные показатели, достигнутые в военной службе;
- за высокие заслуги в развитии военной науки и техники, в подготовке кадров для Вооружённых сил Туркмении, в разработке широкомасштабных военных учебных операций, успешном проведении военных учений и поддержании высокой боевой готовности армии;
- за проявленное особое мужество, значительный личный вклад в защиту Родины, проявленные особое бесстрашие и мужество в обеспечении неприкосновенности государственной границы Туркмении, в защиту правопорядка с риском для собственной жизни;
- за проявленные мужество, особое бесстрашие и отвагу в примерном выполнении специальных поручений в мирное время.

Гражданам, награждённым орденом, выплачивается единовременная премия в тридцатикратном размере среднемесячного размера заработной платы и устанавливается ежемесячная надбавка к заработной плате, должностному окладу, пенсии, пособию или стипендии в размере 30 процентов от среднемесячного размера заработной платы.
Граждане, награждённые орденом, пользуются льготами в случаях и порядке, установленными законодательством Туркмении.
Орден «Звезда Огузхана» носится на левой стороне груди и располагается перед орденом «Туркменбаши».
Награждение граждан орденом «Звезда Огузхана» может быть также произведено посмертно.

## Описание
Знак ордена изготавливается из серебра 925 пробы, покрытого позолотой, и состоит из трёх органично соединённых восьмиугольников, и инкрустирован драгоценными камнями.
Внешняя окантовка первого восьмиугольника диаметром 44 мм, основа которого покрыта эмалью зелёного цвета, позолочена и углы соприкасаются с выпуклыми позолоченными линиями и углами восьмиугольника диаметром 35,5 мм, находящегося сверху.
Проступающие углы среднего восьмиугольника диаметром 50 мм, увенчанные округлыми бубенчиками, выполнены в позолоченной выпуклой форме.
В верхнем восьмиугольнике, основа которого покрыта эмалью красного цвета, размещены два круга, внешний диаметр которых - 26 мм. В каждом углу восьмиугольника размещены три бриллианта. Внешний круг покрыт эмалью белого цвета, в его верхней части имеется позолоченная надпись «OGUZHANYŇ ÝYLDYZY», а в нижней части в промежутках между шестью бриллиантами, расположенными на равноудалённом расстоянии, находятся изображения пяти позолоченных туркменских ковровых гёлей.
Середина внутреннего круга диаметром 18,5 мм имеет вогнутый вид, на ней изображены расходящиеся золотистые лучи солнца, которые озаряют силуэт поднявшего руку в приветствии Огузхана верхом на туркменском коне. В нижней части круга расположены три небольших позолоченных восьмиугольника. Орден соединяется с помощью колечка с окантованной позолоченным орнаментом колодкой, покрытой эмалью зелёного цвета, в виде открытой книги размером по высоте - 15 мм, шириной – 30,5 мм. Посередине колодки, на колонне, покрытой эмалью красного цвета, находятся пять позолоченных туркменских ковровых гёлей.